# هانو الكبير
 هانو الكبير  (المتوفي في عام 204 ق.م.)، قائد قرطاجي خدم تحت إمرة حنبعل خلال الحرب البونيقية الثانية. كان له سجلاً عسكرياً سيئاً. ففي عام 215 ق.م، هزم على يد تيبيريوس لونجيوس في جرومنتيوم. وفي عام 214 ق.م. هزم أمام جراكوس في معركة بنفنتوم الأولى، وبعد ذلك بعامين هزم مرة أخرى في معركة بنفنتوم الثانية، وكانت هذه المرة أمام كوينتوس فلافيوس فلاكوس، ثم في عام 207 ق.م. هزم هو وماجو برقا في أيبيريا، وأخيراً قتل على يد سكيبيو الإفريقي في عام 204 ق.م.

## توليه القيادة
في عام 216 ق.م، مع استسلام العديد من المدن للقرطاجيين في قلورية ولوسانيا وبوليا وسامنيوم بعد معركة كاناي، أرسل حنبعل شقيقه ماجو إلى لوسانيا على رأس قوة لتجنيد قوات وإخضاع البلدات في تلك المنطقة. بعدما أنهى ماجو مهمته، أبحر إلى قرطاجنة ليقدم تقريراً إلى مجلس الشيوخ القرطاجي وليطلب تعزيزات، واستخلف هانو الكبير في قيادة قواته. تابع هانو إخضاع المدن الموالية للرومان في قلورية. وفي عام 215 ق.م، وأثناء عودته مرة أخرى إلى كامبانيا، هزمه تيبيريوس لونجيوس قرب جرومنتيوم، وأفقده 2,000 جندي، وأُجبر هانو على الانسحاب والعودة إلى قلورية. تلقى هانو تعزيزات من قبل «بوملقار» قائد الأسطول القرطاجي، تتألف من 4,000 فارس و 40 فيلاً، بالقرب من «لوكري»، ثم لحق بجيش حنبعل قرب «نولا» في وقت لاحق من ذلك العام. وحضر معركة نولا الثالثة في صيف عام 215 ق.م.، وبعد المعركة، أرسله حنبعل مرة أخرى إلى قلورية على رأس جيش.
استولى هانو على كروتوني في عام 215 ق.م، وبعد سقوط «لوكري»، وقلورية كلها باستثناء ريجيو بتحالفهم مع القرطاجيين. وفي عام 214 ق.م. سار للانضمام إلى حنبعل في كامبانيا، ولكن في بنفنتوم، اعترضه جيش روماني معظمه من العبيد الذين تحرروا بقيادة «جايوس جراشيوس». وفي القتال، سُحق جيش هانو المتكون من 17,000 جندي مشاة و1,200 فارس، مما اضطر هانو للهرب مع 2,000 جنديا معظمهم من الفرسان عائداً إلى قلورية. في عام 213 ق.م. تحسن موقفه عندما هزم قوة من اللوسانيين المواليين للرومان في قلورية.

## مغامرة كابوا
في عام 212 ق.م. أمر حنبعل هانو بإحكام تحصينات «كابوا»، التي كانت تتعرض للتهديد من قبل الرومان. أرسل الرومان 6 فيالق، مع قوات من حلفائهم ووحدات من الفرسان، لمحاصرة كابوا. ترك هانو قلورية، متجنباً جيش جراشيوس في لوسانيا، ثم تهرب من جيشي قنصلين في سامنيوم، وفي النهاية وصل إلى بنفنتوم. أنشأ هانو معسكره أعلى تلة هناك ثم جمع المؤن من حلفائه السامنيين، ثم طلب من الكابويين عربات لنقل المؤن إلى «كابوا» من معسكره. أعطى تباطؤ الكابويين في تقديم العربات الكافية للقرطاجيين، الوقت لكوينتس فلافيوس لمهاجمة معسكر القرطاجيبن عندما كان معظم رجال هانو بالخارج لجمع المؤن. على الرغم من أن القرطاجيين نجحوا في صد الهجوم الأول، إلا أن الرومان بمساعدة حلفائهم استطاعوا في نهاية المطاف الاستيلاء على جميع التجهيزات والعربات بالمعسكر.
أصبح هانو غير قادر على فعل أي شيء آخر لكابوا، فتراجع إلى قلورية، وحاول التهرب من جديد من الجيوش الرومانية التي توقعت مروره واعترضته في الطريق.